# Stefan Schmitz (Theologe)
Stefan Schmitz (* 1943 in Zeltingen an der Mosel) ist ein deutscher katholischer Theologe.
Schmitz studierte katholische Theologie und Germanistik an der Universität Bonn. Von 1971 bis 1977 war er dort Wissenschaftlicher Assistent am Seminar für Dogmatik und theologische Propädeutik. Mit einer Untersuchung über Sprache, Sozietät und Geschichte bei Franz Baader promovierte er an der Universität Bonn zum Dr. theol. Seit 1977 war er Theologischer Referent zur Fortbildung des Seelsorgepersonals am Erzbischöflichen Generalvikariat Köln. Später wurde er Theologischer Referent in der Schulabteilung des Erzbischöflichen Generalvikariats Köln. Er ist seit 1973 verheiratet und hat vier Kinder. Das Vorwort zu seinem Buch In Menschen der Bibel sich wiederfinden schrieb Eugen Drewermann.

## Veröffentlichungen (Auswahl)
- Was macht die Kirche in der Schule? Religionsunterricht und Schulpastoral 30 Jahre nach dem Würzburger Synodenbeschluss. Münster 2004.
- Religion vermitteln. Theologische Orientierungen zur Qualitätssicherung des Religionsunterrichts. Münster 2004.
- Gott richtig denken lernen. Berlin 2012.

| Personendaten    | Personendaten                   |
| ---------------- | ------------------------------- |
| NAME             | Schmitz, Stefan                 |
| KURZBESCHREIBUNG | deutscher katholischer Theologe |
| GEBURTSDATUM     | 1943                            |
| GEBURTSORT       | Zeltingen an der Mosel          |